# MP United Football Club
MP United Football Club é um clube de futebol das Marianas Setentrionais. Disputa atualmente a primeira divisão nacional.